# Parisome de Layard
Curruca layardi
Espèce
Synonymes
- Parisoma layardi

Statut de conservation UICN

 LC  : Préoccupation mineure
La Parisome de Layard (Curruca layardi) est une espèce africaine d'oiseaux de la famille des Sylviidae.
Son nom est attribué au naturaliste britannique Edgar Leopold Layard (1824-1900).

## Répartition
Cet oiseau vit au Lesotho, en Namibie et en Afrique du Sud.

## Habitat
Son habitat naturel est la fruticée subtropicale ou tropicale sèche.

## Systématique
La fauvette épervière faisait anciennement partie du genre Sylvia, mais a depuis été reclassée dans le genre Curruca après que celui-ci a été séparé de Sylvia.